# Relatív magasság
A relatív magasság a földrajzi pontok magasságának méréséhez önkényesen meghatározott mérték. A magasságot a megmérendő objektum környezetének egy fix pontjához képest állapítják meg. Nem keverendő a tengerszint feletti magassággal, más néven abszolút magassággal, amely egy pontosan kijelölt, egyezményes nemzetközi rendszeren alapul. A relatív magasság kiszámítható két tetszőleges pont abszolút magasságának a különbségeként is.
A topográfiai kiemelkedés (az angol szakirodalomban topographic prominence, a németben Schartenhöhe) a hegycsúcsok relatív magassága a legalacsonyabb olyan szintvonaltól számítva, ami a csúcsot még körbeveszi, de már nem vesz körbe magasabb csúcsot. Azaz legalább ennyi métert kell leereszkedni a csúcsról, hogy bármely, a csúcsnál magasabb terepre jussunk. Azokat a csúcsokat, amelyek topográfiai kiemelkedése 1500 méternél nagyobb, ultra kiemelkedő csúcsoknak nevezzük (az angol szakirodalomban ultra prominent peak). 

## Gyakorlati alkalmazása, példák

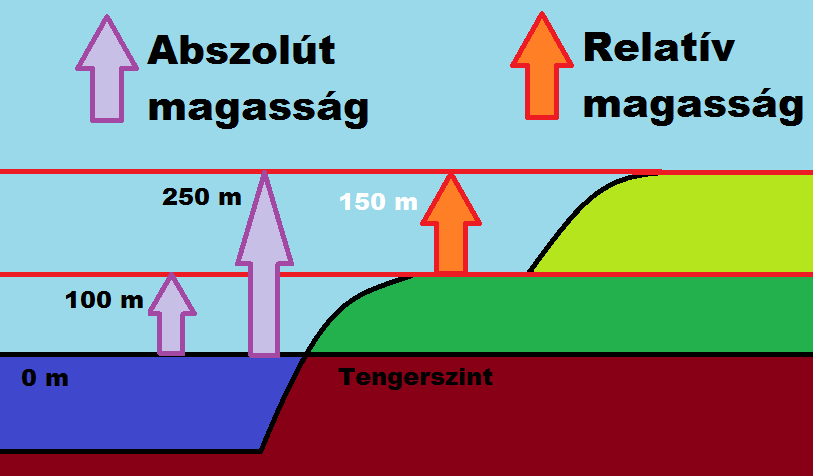
A relatív és az abszolút magasság közötti összefüggés szemléltetése. Látható, hogy a relatív magasság kiszámítható két tetszőleges pont tengerszint feletti magasságának a különbségéből

A hétköznapi életben gyakorlati okokból sokszor használják a relatív magasságot. A tájfutók és túrázók is alkalmazzák, mert így könnyebben számíthatják ki, hogy mekkora szintkülönbséget kell megtenniük. A tornyok, templomok, illetve más magas építmények magasságát sem a tengerszinthez, hanem a terepszinthez vagy az alapjukhoz viszonyítják.
Az alábbi példák szemléltetik a relatív magasság használatának az okait.
- A mexikói Parícutin vulkán abszolút magassága 2774 méter. Ennek hallatán sokan képzelhetnek el egy, a Magas-Tátránál is hatalmasabb hegyóriást. A valóság ezzel szemben az, hogy a vulkánnak a környezetéhez viszonyított relatív magassága csupán 457 méter. Ebből már kiderül, hogy maga a vulkán helyett a környezete adja a magasságának a legnagyobb részét.

- Ha két túrázó közül az egyik 500 méteres magasságból egy tengerszint felett 1000 méter magas hegyre mászik, ugyanannyi utat tesz meg felfelé, mint a társa, aki a 4000 méteres Tibeti-fennsíkról felmászik egy 4500 méteres hegyre. Habár az utóbbi mászó 3500 méterrel magasabban lesz, mégis ugyanannyit másztak, mert mindkét csúcsnak a kiindulási ponthoz viszonyított relatív magassága 500 méter.

- Egy Etióp-magasföldön, 4000 méteres magasságban álló faház abszolút magassága jóval nagyobb, mint a Burdzs Kalifa 830 méteres épületéé, a relatív magasságuk azonban ez utóbbi elsőbbségét mutatja.

- A topográfiai kiemelkedés szempontként szolgál a hegymászóknak, hogy ez alapján hozzanak létre listát a hegyekről, ami célpontok kiválasztását teszi lehetővé számukra.